# 마스호촌
마스호촌(増穂村)은 지바현 산부군에 일찍이 존재했던 촌이다. 현재의 오아미시라사토시 중앙부에 해당한다.

## 역사
- 1889년 4월 1일 - 정촌제 시행에 의해 야마베군 마스호촌이 성립하였다.
- 1897년 4월 1일 - 산부군 마스호촌이 되었다.
- 1954년 12월 1일 - 야마베군 오아미정, 시라사토정과 합병해 오아미시라사토정이 성립해, 동일 마스호촌은 폐지되었다.